# Difluoruro de kriptón
El difluoruro de kriptón, KrF
2, fue el primer compuesto químico de kriptón que fue descubierto. Se trata de un sólido incoloro volátil. La estructura de la molécula  KrF
2 es lineal, con distancias Kr-F de 188,9 picometros. Reacciona con ácidos de Lewis fuertes para formar sales de los cationes  KrF+
 y Kr
2F+
3.

## Síntesis
El difluoruro de kriptón puede ser sintetizado usando muchos métodos diferentes, incluyendo mediante descargas eléctricas, procesos fotoquímicos y bombardeo de protones.
También puede ser preparado por irradiación de kriptón con rayos ultravioleta en una mezcla gaseosa de flúor-argón a la temperatura del helio líquido. El producto puede ser almacenado a -78 °C sin descomponerse.

### Mediante descargas eléctricas
El primer método utilizado para obtener difluoruro de kriptón y el único comunicado hasta ahora para producir tetrafluoruro de kriptón fue el empleo de descargas eléctricas. El método de descargas eléctricas implica tener mezclas de F
2 y Kr en proporción de 1:1 a 2:1, a una presión de 40 a 60 mmHg y, a continuación producir arcos eléctricos que liberen grandes cantidades de energía entre ellos. Con este método se pueden alcanzar tasas de producción de unos 0,25 g/h. El problema con este método es que no es confiable con respecto al rendimiento.

### Bombardeo de protones
Usando bombardeo de protones para la producción de KrF
2 se llega a una tasa de producción máxima de alrededor de 1 g h. Esto se consigue mediante el bombardeo de mezclas de Kr y F
2 con un haz de protones que esté operando a un nivel de energía de 10 MeV y a una temperatura de alrededor de 133 K. Es un método rápido para producir cantidades relativamente grandes de F
2, pero requiere una fuente de partículas alfa (α), que normalmente proceden de un ciclotrón.

### Proceso fotoquímico
El proceso fotoquímico para la producción de F
2 implica el uso de luz ultravioleta (UV) y se pueden producir en circunstancias ideales hasta 1,22 g/h. Las longitudes de onda ideales para esta síntesis están en el rango de 303-313 nm. Es importante señalar que una radiación UV de mayor frecuencia es perjudicial para la producción de F
2. A fin de evitar las longitudes de onda más cortas, simplemente se usa vidrio Pyrex, Vycor o cuarzo, lo que aumentará significativamente el rendimiento, ya que todos esos materiales bloquean la luz UV demayor frecuencia. En una serie de experimentos llevados a cabo por S. A Kinkead et al., se ha demostrado que un relleno de cuarzo (corta el UV inferior a 170 nm) produjo en promedio 158 mg/h, el Vycor 7913 (corta el UV inferior a 210 nm) produjo un promedio de 204 mg/h y que el Pyrex 7740 (corta el UV inferior a 280 nm) produjo en promedio 507 mg/h. Se desprende de estos resultados que el aumento de energía de la luz ultravioleta (a menores longitudes de onda) reduce el rendimiento de manera significativa. Las circunstancias ideales para la producción de F
2 por un proceso fotoquímico parecen daarse cuando el criptón es sólido y el flúor es líquido, lo cual se produce a 77K. El mayor problema del empleo de este método es que requiere el manejo de F
2 líquido (muy corrosivo), y existe la posibilidad de que se produzcan escapes si se usan presiones elevadas.

### Método del hilo caliente
El método del hilo caliente para la producción de F
2 implica tener el kriptón en estado sólido con un hilo o cable conductor muy caliente a unos pocos centímetros de él mientras el gas flúor rodea dicho cable. Por el cable circula una corriente grande, causando que se alcancen temperaturas aproximadas a 680 °C. Esto hace que el gas flúor se disocie en sus radical, los cuales a su vez pueden reaccionar con el kriptón sólido. En condiciones ideales, se ha sabido llegar a un rendimiento máximo de 6 g/h. A fin de alcanzar rendimientos óptimos, la separación entre el hilo conductor y el kriptón sólido debe ser de 1 cm, dando lugar a un gradiente de temperatura de aproximadamente 900 °C/cm. La única desventaja importante de este método es la cantidad de electricidad que tiene que pasar a través del cable, por lo que puede resultar peligroso si no está bien configurado.

## Estructura
El difluoruro de kriptón puede existir en dos morfologías cristalográficas diferentes: la fase α y la fase β. La forma β-F
2 es la más general, existe por encima de -80 °C, mientras que la forma α-F
2 es más estable a temperaturas inferiores. La celda unidad de la forma α-F
2 es tetragonal centrada en el cuerpo.

## Química
El difluoruro de kriptón es ante todo un oxidante poderoso y un agente de fluoración. Por ejemplo: puede oxidar al oro hasta su estado de oxidación más alto conocido (5+):
7 KrF
2 (g) + 2 Au
(s) → 2 KrF+
AuF−
6 + 5 Kr
(g)
El KrF+
AuF−
6 se descompone a 60 °C en fluoruro de oro (V) más flúor y kriptón gaseosos:
KrF+
AuF−
6 → AuF
5 (s) + Kr
(g) + F
2 (g)
El KrF
2 también se puede oxidar directamente a hexafluoruro de xenón:
3 KrF
2 + Xe → XeF
6 + 3 Kr
El KrF
2 se utiliza para sintetizar los cationes altamente reactivos BrF+
6.
El KrF
2 reacciona con SbF
5 para formar la sal  KrF+
SbF−
6; el catión KrF+
 es capaz de oxidar tanto a BrF
5 y ClF
5 hasta BrF+
6 y ClF+
6, respectivamente.

## Compuestos relacionados
- Difluoruro de xenón, XeF
2